# Классический «Доктор Кто» (9-й сезон)
Премьера девятого сезона классических серий британского научно-фантастического сериала «Доктор Кто» состоялась 1 января 1972 года, с выходом на экраны серии «День далеков». Сезон завершился 24 июня 1972 года показом серии «Временной монстр».

## Актёрский состав

### Основной
- Джон Пертви в роли Третьего Доктора
- Кэти Мэннинг в роли его спутницы, Джо Грант.

В этом сезоне Джон Пертви и Кэти Мэнинг вернулись в сериал в качестве исполнителей роли Доктора и Джо Грант соответственно.

### Второстепенный
- Николас Кортни в роли бригадира Летбридж-Стюарта
- Джон Левин в роли сержанта Бентона
- Ричард Франклин в роли капитана Майка Йетса
- Роджер Дельгадо в роли Мастера

Николас Кортни, Джон Левент и Ричард Франклин вернулись к свои ролям бригадира Летбридж-Стюарта, сержанта Бентона и капитана Йетса соответственно.
В этом сезоне вновь появился Мастер в исполнении Роджера Дельгадо. Данного персонажа можно заметить в сериях «Морские дьяволы» и «Временной монстр».

### Приглашённый
Алан Беннион вернулся в сериал, чтобы вновь сыграть представителя расы Ледяных воинов. В серии «Проклятье Пеладона» он исполнил роль Ледяного воина Лорда Излира.

## Серии
В первой серии сезона, «День далеков», состоялось возвращение постоянных врагов Доктора, представителей расы далеков, в последний раз замеченных в серии четвёртого сезона классического сериала «Зло далеков». Также, впервые за весь сериал, этот инопланетный вид появился в цвете — до этого далеки были цветными только в фильмах середины 1960-х по мотивам сериала.
| Номер | Название                                    | Частей (эпизодов) | Режиссёр        | Сценарист                 | Зрителей (миллионов)    | Индекс оценки (из 100) | Дата выхода в эфир                                                                                                 | Код |
| --- | ------------------------------------------- | ----------------- | --------------- | ------------------------- | ----------------------- | ---------------------- | --- | --- |
| 60 | «День далеков» «Day of the Daleks»          | 4 эпизода         | Пол Бернанд     | Льюис Маркс               | 9.8 10.4 9.1            | —                      | 1 января 1972 года 8 января 1972 года 15 января 1972 года 23 января 1972 года                                      | KKK |
| Чтобы предотвратить будущее, в XX в. прибывают мятежники с Земли, захваченной далеками. |                                             |                   |                 |                           |                         |                        | |     |
| 61 | «Проклятье Пеладона» «The Curse of Peladon» | 4 эпизода         | Ленни Майн      | Брайан Хайлес             | 10.3 11.0 7.8 8.4       | —                      | 29 января 1972 года 5 февраля 1972 года 12 февраля 1972 года 19 февраля 1972 года                                  | LLL |
| Доктор и Джо совершают испытательный полет, в результате которого приземляются на планете Пеладон. Ища жильё, они вступают в цитадель к готовящемуся к коронации правителю Пеладона, который ошибочно принимает Доктора за человеческого сановника. Он предлагает ему выступать в качестве председателя комитета для рассмотрения заявки планеты Пеладон о присоединении к Галактической Федерации. |                                             |                   |                 |                           |                         |                        | |     |
| 62 | «Морские дьяволы» «The Sea Devils»          | 6 эпизодов        | Майкл Брайант   | Малкольм Хьюлк            | 6.4 9.7 8.3 7.8 8.3 8.5 | —                      | 26 февраля 1972 года 4 марта 1972 года 11 марта 1972 года 18 марта 1972 года 25 марта 1972 года 1 апреля 1972 года | MMM |
| Во время визита к Мастеру в его тюрьму на острове Доктору и Джо рассказывают, что неподалеку исчезают корабли. Доктору становится любопытно и он узнает, что из спячки вышли морские дьяволы - водные родственники силурианцев. |                                             |                   |                 |                           |                         |                        | |     |
| 63 | «Мутанты» «The Mutants»                     | 6 эпизодов        | Кристофер Бэрри | Боб Бейкер Дейв Мартин    | 9.1 7.8 7.9 7.5 7.9 6.5 | —                      | 8 апреля 1972 года 15 апреля 1972 года 22 апреля 1972 года 29 апреля 1972 года 6 мая 1972 года 13 мая 1971 года    | NNN |
| Повелители времени посылают Доктору и Джо капсулу с важным сообщением, с условием, что её сможет открыть только тот, кому она адресована. Они прибывают на земную космическую колониальную станцию над негостеприимной планетой Солос, которая населена расой, называемой мутантами, и атмосфера которой ядовита.                                                                                   |                                             |                   |                 |                           |                         |                        | |     |
| 64 | «Временной монстр» «The Time Monster»       | 6 эпизодов        | Пол Бернанд     | Роберт Сломан Барри Леттс | 7.6 7.4 8.1 7.6 6.0 7.6 | —                      | 20 мая 1972 года 27 мая 1972 года 3 июня 1972 года 11 июня 1972 года 17 июня 1972 года 24 июня 1972 года           | OOO |
| Доктор проводит эксперименты по обнаружению возмущения во времени для быстрого обнаружения ТАРДИС Мастера, если он вдруг решится появиться на Земле. Это приводит Доктора на научное собрание, где профессор Таскалес проводит эксперимент по путешествию предметов сквозь времена. |                                             |                   |                 |                           |                         |                        | |     |

## Показ
Эпизоды девятого сезона классического «Доктора Кто» выходили на экраны с 1 января по 24 июня 1972 года на канале BBC One.

## DVD и Blu-Ray
| Серия | Количество и продолжительность эпизодов | Регион 2              | Регион 4              | Регион 1              |
| --- | --------------------------------------- | --------------------- | --------------------- | --------------------- |
| «День далеков» | 4 × 25 мин.                             | 12 сентября 2011 года | 6 октября 2011 года   | 13 сентября 2011 года |
| «День далеков» — «Doctor Who DVD Files. Выпуск 92»                                                                      | 4 × 25 мин.                             | 11 июля 2012 года     | 11 июля 2012 года     | TBA                   |
| «Проклятье Пеладона» В Регионах 2 и 4, в рамках сборника Peladon Tales В Регионе 1 выходил только отдельным изданием    | 4 × 25 мин.                             | 18 января 2010 года   | 4 марта 2010 года     | 4 мая 2010 года       |
| «Проклятье Пеладона» — «Doctor Who DVD Files. Выпуск 71»                                                                | 4 × 25 мин.                             | 21 сентября 2011 года | 21 сентября 2011 года | TBA                   |
| «Морские дьяволы» В Регионах 2 и 4, в рамках сборника Beneath the Surface В Регионе 1 выходил только отдельным изданием | 6 × 25 мин.                             | 14 января 2008 года   | 5 марта 2008 года     | 3 июня 2008 года      |
| «Морские дьяволы» — «Doctor Who DVD Files. Выпуск 66»                                                                   | 6 × 25 мин.                             | 13 июля 2011 года     | 13 июля 2011 года     | TBA                   |
| «Мутанты» | 6 x 25 мин.                             | 31 января 2011 года   | 3 февраля 2011 года   | 8 февраля 2011 года   |
| «Временной монстр» В Регионах 2 и 4, в рамках сборника Myths and Legends В Регионе 1 выходил только отдельным изданием  | 6 × 25 мин.                             | 29 марта 2010 года    | 3 июня 2010 года      | 6 июля 2010 года      |

## Книги
| Серия                | Адаптация                         | Автор          | Впервые опубликована |
| -------------------- | --------------------------------- | -------------- | -------------------- |
| «День далеков»       | «Доктор Кто и День далеков»       | Терренс Дикс   | 1974                 |
| «Проклятье Пеладона» | «Доктор Кто и Проклятье Пеладона» | Брайан Хэйлс   | 1975                 |
| «Морские дьяволы»    | «Доктор Кто и Морские дьяволы»    | Малкольм Хьюлк | 1974                 |
| «Мутанты»            | «Доктор Кто и Мутанты»            | Терренс Дикс   | 1977                 |
| «Временной монстр»   | «Временной монстр»                | Терренс Дикс   | 1986                 |